# Яп (штат)
Яп (англ. Yap) — один из четырёх штатов Федеративных Штатов Микронезии. Включает острова Яп и атоллы к востоку и югу от островов. Расположен на западе страны.
Территория — 122 км².
Население — 11 377 житель (перепись 2010).
Плотность населения — 93,25 человек на км².
Административный центр — п. Колониа.

## История
В XVII веке Испания объявила Каролины, куда входил о. Яп, своим владением. В 1899 году, после поражения Испании в войне с США, Германия купила Каролинские острова у Испании. В ходе Первой мировой войны в 1914 году острова были захвачены Японией, после окончания войны по Версальскому договору Каролинские острова были отданы Японии в качестве «мандатной территории». Во время Второй мировой войны Каролины были заняты США, которые с 1947 года управляли ими по мандату ООН в составе Подопечной территории Тихоокеанские о-ва. В 1979 году Каролинские острова получили статус «свободно ассоциированной с США территории» (соглашение подписано в 1982 году). 3 ноября 1986 года  образованы Федеративные Штаты Микронезии — суверенное государство в свободной ассоциации с США. Острова Яп вошли в состав федерации в качестве одного из четырёх независимых государств (штатов).

## Губернаторы
1. Джон Мангефель (John Mangefel) с 1979 по 1987.
2. Петрус Тун (Petrus Tun) с 1987 по 1995.
3. Винсент А. Фигир (Vincent A. Figir) с 1995 по 2003.
4. Роберт А. Руэхо (Robert A. Ruecho) с 2003 по 2007.
5. Себастьян Анефал (Sebastian Anefal) с 2007.